# Cherish (canção)
"Cherish" é uma canção da cantora estadunidense Madonna, contida em seu quarto álbum de estúdio Like a Prayer (1989). Foi composta e produzida pela própria com o auxílio de Patrick Leonard. Foi incluída nos álbuns de grandes êxitos The Immaculate Collection (1990) e Celebration (2009), sendo que foi incluída apenas na edição deluxe na segunda coletânea. O seu lançamento como o terceiro single do disco ocorreu em 1 de agosto de 1989, através da Sire Records e da Warner Bros. Records.
A faixa foi construída em torno dos temas de amor e relacionamento, com a obra Romeu e Julieta, de William Shakespeare, sendo uma de suas principais inspirações. A canção também inclui uma linha similar da canção de mesmo título, lançada pela banda The Association na década de 1960. Musicalmente construída como uma canção pop com estilos do doo-wop, "Cherish" é considerada como uma faixa de "luz amorosa" por críticos, e sua instrumentação é compota por instrumentos como bateria eletrônica, percussão, teclados e saxofone. Liricamente, trata da devoção de Madonna por seu amante, com ela prometendo de estar sempre ao seu lado e de sempre valorizá-lo.
A faixa obteve análises positivas da mídia especializada da mídia especializada, a qual prezou a mudança de conteúdo e a imagem mais clara da música de Madonna, ao contrário dos singles anteriores de Like a Prayer, que incorporaram temas como a religião e a sexualidade. Outros resenhadores também compararam a letra da canção à palavras ditas por Julieta na obra Romeu e Julieta. A obra obteve êxito comercial ao liderar a tabela do Canadá, qualificando-se entre as dez melhores posições na Austrália, na Bélgica, na Europa, na Irlanda, na Itália e no Reino Unido. Nos Estados Unidos, "Cherish" atingiu a vice-liderança da Billboard Hot 100, tornando-se o 16º single consecutivo de Madonna no periódico, estabelecendo um recorde.
O vídeo musical correspondente foi dirigido pelo fotógrafo Herb Ritts e estreou em 28 de agosto de 1989 na MTV. As cenas retratam Madonna interpretando si mesma, enquanto três atores vestidos como tritões nadam dentro e fora do mar. Acadêmicos observaram que os tritões tornaram-se símbolos para a comunidade homossexual e a opressão que os homossexuais enfrentaram. Madonna apresentou "Cherish" apenas na turnê Blond Ambition (1990), onde a performance incluiu seus dançarinos vestidos como tritões. O simbolismo era visto como sexualizar homens, relegando-os como objetos de desejo. "Cherish" foi regravada por diversos artistas, incluindo Renato Russo.

## Antecedentes
"Cherish" foi composta e produzida por Madonna e Patrick Leonard, e lançada como o terceiro single de Like a Prayer (1989). A canção é construída em torno dos temas de amor e relacionamentos, com Romeu e Julieta, de William Shakespeare, sendo uma de suas maiores inspirações. Madonna estava lendo Romeu e Julieta durante os intervalos dos ensaios de Speed the Plow, uma peça teatral da Broadway em que ela foi protagonista no ano de 1988. No terceiro dia das sessões de gravação de Like a Prayer, ela apresentou a letra de "Cherish" a Leonard, e explicou que havia composto a música em "uma tarde ensolarada na praia", mas depois confessou que ela foi realmente escrita em seu quarto de maquiagem. Leonard introduziu uma linha da canção de mesmo nome lançada na década de 1960 pela banda The Association, "Cherish is the Word I use", a qual Madonna decidiu incluir em Like a Prayer. O lado B do single de "Cherish" é uma faixa inédita chamada "Supernatural", composta durante as sessões de gravação do terceiro álbum de estúdio da cantora, True Blue (1986). Em 2009, durante uma entrevista com a revista Rolling Stone, Madonna confessou que nunca tinha sido capaz de prever se suas canções seriam bem sucedidas, independentemente de sua opinião pessoal sobre elas. Como exemplo, ela citou "Cherish" como um das canções mais "retardadas" que tinha composto, mas observou que ela se tornou um sucesso comercial. A canção também foi incluída no álbum de grandes êxitos The Immaculate Collection (1990) e na edição deluxe da compilação Celebration.

## Composição
"Cherish" é uma canção pop com elementos do doo-wop e abre a segunda parte de Like a Prayer. A faixa se inicia com o som de sintetizadores e teclados, com Madonna cantando "Valorizar, valorizar". É seguida pelo som de bateria eletrônica, com percussão e guitarras acompanhando sua voz. Durante a ponte, Madonna canta a linha "Cupido, por favor, atire sua flecha em mim", com o som do teclado sendo ouvido. Tambores mudam o ritmo da canção e Madonna diz "Eu valorizo a alegria de sempre ter você aqui do meu lado", acompanhada por vocais de apoio e um baixo de guitarra. O segundo verso continua da mesma forma, com Madonna cantando a linha "Romeu e Julieta, eu aposto que eles nunca se sentiram assim / Então, não subestime o meu ponto de vista".
Ao passo em que o segundo refrão termina, um saxofone começa a tocar, com Madonna perguntando: "Quem? Você! Não pode escapar, eu não vou te deixar", seguido da linha tocada por Leonard com inspiração na banda The Association. Os vocais de apoio continuam repetindo as palavras ao longo de uma trompa, tocada em Si bemol menor. Os tambores e a percussão começam de novo. O refrão é cantado duas vezes, antes de acabar a canção. De acordo com a partitura publicada pela Alfred Publishing, "Cherish" é composta na assinatura de tempo comum, com um ritmo moderadamente rápido de 130 batidas por minuto. Situada na chave de Ré maior, os vocais de Madonna em "Cherish" variam desde A3 até D5. A canção segue a progressão harmônica de G/D-D-Em7-D em seu início, mudando para D-Dm-C-Em7 durante os versos, enquanto a progressão G-D/G-A-D/F♯ é utilizada no refrão.
A letra de "Cherish" faz com a faixa seja uma simples canção de amor, onde Madonna fala sobre a devoção e ter seu amante ao seu lado, o qual ela nunca quer se separar. De acordo com o semioticista Thomas Sebeok, a espinha dorsal de "Cherish" é construída pela incorporação de títulos de canções pop românticas. Obras como "Cupid" (Sam Cooke), "You Are My Destiny" (Paul Anka) e "I Can't Let Go" (The Hollies) são usadas dentro da primeira estrofe, enquanto outras estrofes usam palavras de canções como "Burning Love" (Elvis Presley) e "Two Hearts" (Bruce Springsteen). Outros exemplos incluem a referência da canção de The Association e Romeu e Julieta, de Shakespeare. Richard Burt, autor de Shakespeare After Mass Media, deduziu que as linhas sobre Romeu e Julieta e "I Can't Let Go" faz a alternativa entre assertividade e a dependência dos alto-falantes. Sal Cinquemani da Slant Magazine sentiu que, apesar de "Cherish" ser uma canção "radiante" que invoca a música pop dos anos 60, no grande esquema pop, "[ela] empalidece só em comparação com os seus homólogos gloriosos, tornando Like a Prayer um dos melhores álbuns pop por excelência de todos os tempos".

## Crítica profissional
"'Cherish' foi um triunfo especial para a parceria Madonna / Patrick Leonard. Uma deliciosa confecção de proporções pronta para as rádios, a canção tem letras de todas as disfunções livres, fortes e positivas sobre o amor, uma melodia memorável e vocais [no estilo] 'cante sozinho', e um arranjo de ritmo pungente e apertado. É, simplesmente, uma das melhores canções que Madonna já compôs; é doce e feliz, mas não significa que seja sentimental, é uma canção pop perfeitamente construída, que Madonna entrega lindamente, e com um charme inegavelmente atrevido. Na verdade, se 'Cherish' tivesse sido lançada nos anos sessente, teria provavelmente ofuscado Motown de Detroit ou a música nova-iorquina escrevendo Mecca, o Edifício Brill".

—O biógrafo J. Randy Taraborrelli analisando "Cherish".
Wayne Robins, do periódico Newsday, acreditou que a música exemplificou o "tipo de pop aleatório que teríamos se [o autor pós-moderno] William Burroughs fosse o diretor do programa das quarenta mais pedidas em uma estação de rádio". O escritor Richard Burt comparou a canção e a entrega de Madonna com as letras dos diálogos falados por Julieta, e encontrou semelhanças da letra de "Cherish" com o toque "Sweet so would I, Yet I should kill thee with much cherishing". Allen Metz, um dos os autores de The Companion of Madonna: Two Decades of Commentary, sentiu que como a canção de abertura do lado B de Like a Prayer, "Cherish" reafirmou o romantismo doce e feliz que estava faltando no lado B do álbum. Ele concluiu que "por mais um pouco de pop a partir da igreja, Madonna é restaurada pelo poder de cura de música, neste caso, com uma mistura do doce soul clássico e o pop moderno de Los Angeles". Lucy O'Brien, autora de Madonna: Like an Icon, sentiu que a faixa era típica de esforços musicais anteriores de Madonna, e que teria sido mais adequada para o seu terceiro álbum de estúdio, True Blue, cujas canções tratam principalmente do romance e de relacionamentos. Ao rever o álbum Like a Prayer para a revista Rolling Stone, o crítico musical J. D. Considine elogiou a canção devido a criação de seu equilíbrio eficaz, contrastando sua natureza alegre com o trauma de "Oh Father", o single seguinte. Considine também encontrou referências do rock retro na canção. Freya Jarman-Ivens, um dos autores de Madonna's Drowned Worlds, sentiu que a música foi uma das últimas obras de puro romantismo de Madonna, analisando: "Ela deveria voltar para a fórmula de vez em quando, mas eu acho que ela foi além de tudo isso". Carol Clerk, autora de Madonnastyle, observou que a natureza "refrescante" da canção foi particularmente visível se uma pessoa seguir o catálogo de Madonna em ordem cronológica, especialmente entre o hino natural do lançamento anterior, "Express Yourself", e a lamentação do lançamento seguinte, "Oh Father". Em uma análise feita para o seu livro Cinderella's Big Score: Women of Punk and Indie Underground, a acadêmica Maria Raha escreveu que a canção estava cheia de letras "banais".
Andy Goldberg, do The Jerusalem Post, disse que "Cherish" fez Madonna "retornar aos seus antigos redutos, a linha do baixo e as melodias animadamente cadenciadas de álbuns de sucesso do passado". Kevin Phinney, do Austin American-Statesman, ficou surpreso com a contribuição de Madonna na canção e confessou que achou "difícil de se acreditar que ela mesma escreveu isto". Phinney concluiu que queria que Madonna fosse a uma direção mais madura e que composse canções musicalmente semelhantes à "Cherish". Escrevendo para o periódico The Washington Post, Richard Harrington explicou que "enquanto as músicas Like a Prayer tratam de assuntos para abrir o seu coração, com 'Cherish', Madonna tratou de assuntos que estavam perto do seu coração". Este ponto de vista foi partilhado por Ian Blair, do Chicago Tribune, que classificou a canção como indicada para os "amantes e sonhadores felizes-e-sortudos". Lennox Samuels, do The Dallas Morning News, apreciou o tema da luz amorosa da canção e elogiou Madonna e Leonard por não tratarem de assuntos pessoais apenas no álbum. Dale Anderson, do The Buffalo News, opinou que a faixa se tornaria um dos lançamentos mais esquecíveis de Madonna, mas também tinha esperanças de que isso não aconteceria. Esta opinião foi compartilhada por Don McCleese, do jornal Chicago Sun-Times, que acrescentou que "Cherish" não era algo esperado de Madonna naquela época. McCleese ficou desapontado por Madonna ter voltado ao tipo de música "melosa para felizes-e-sortudos", o que não corresponde a sua própria imagem. Ao rever a turnê de Madonna feita em 2001, Drowned World Tour, Dan DeLuca, do The Philadelphia Inquirer, comparou "Cherish" humoristicamente a músicas de Chris Robinson, acrescentando que "ele iria cantar algo assim só se ele fosse gay".

## Vídeo musical

No vídeo musical de "Cherish", Madonna é vista apenas como uma mulher que brinca no mar e na areia.

O vídeo musical de "Cherish" foi dirigido pelo fotógrafo Herb Ritts e foi filmado em 22 de julho de 1989, na praia Paradise Cove, localizada em Malibu, Califórnia. A sua estreia ocorreu no dia 28 de agosto de 1989, na emissora estadunidense MTV. Ritts era um dos fotógrafos preferidos de Madonna na época, tendo trabalhado com ela nas sessões de fotos para os álbuns True Blue (1986) e Like a Prayer (1989), e por isso ela lhe pediu a dirigir o vídeo de "Cherish". Ritts teria tentado convencê-la a não dirigir o vídeo musical, dizendo: "Mas eu ainda sou um fotógrafo. Eu não sei nada sobre filmar". Determinada, Madonna respondeu: "Bem, você tem algumas semanas para aprender", O vídeo foi conceituado por Ritts, que queria retratar tritões em seu habitat natural, mas Madonna acrescentou a ideia de que ela queria ser retratada como si mesma, mantendo os tritões. Quatro homens foram chamados para os papéis, sendo um deles Tony Ward, que mais tarde se tornaria namorado de Madonna, com os outros três sendo jogadores de polo aquático da Universidade Pepperdine. Para o vídeo, foram criadas quatro caudas de tritões, concebidas pela Globbal Effect, situada em North Hollywood, Califórnia. Três caudas de tamanho completo para os tritões foram lançadas em uma borracha sólida altamente flexível, em que cada cauda pesava cerca de 40 quilos. Isso foi necessário para fazer a flutuabilidade neutra na água, pois caudas mais leves teriam que flutuar, fazendo com que os nadadores ficassem de cabeça para baixo no mar. Uma vez que os jogadores de polo aquáticos precisavam levados de dentro para fora nessas caudas, eles tinham o poder de uma grande natação e agilidade. Isto foi em parte devido a uma mola de plástico, com o elenco armadura no flipper de cada cauda. Uma das razões pela qual este vídeo foi filmado em preto e branco foi porque a água estava muito fria, causando Madonna — que na época da gravação estava pálida — ter olhares ainda mais brancos.
Jarman-Ivens deduziu uma relação entre a canção e as imagens de seu vídeo musical, dizendo que eles se completam; o autor considerou que este último, por sua vez, incentivou o telespectador para assistir o vídeo repetidamente. Fouz falou sobre o equilíbrio da altura e da profundidade que ocorre no vídeo. As representações visuais dos tritões e a iluminação usada no vídeo foi influenciado por uma fotografia de Ritts, conhecida como "The Male Nude Babble", que mostrou modelos masculinos nus dentro de um tanque de água gigante, com um pano branco entrelaçado ao seu redor. Muitas das qualidades nas fotos, incluindo a natureza flutuante dos modelos, foram utilizados na natação e no levantamento dos tritões. Carol Vernallis, autora de Experiencing Music Video, encontrou conotações homoeróticas entre Madonna e os tritões. Os tritões no vídeo existem em um mundo independente de sua própria imaginação, onde procriam com sua própria espécie biologicamente e socialmente. O fato de que os tritões não parecem possuir genitais levou Vernallis a acreditar que eles se associavam a outros trabalhos de Ritts com imagens esculturais homoeróticas sem pênis. Suas caudas contém significados diferentes, inclusive símbolos sexuais e cristãos. Uma vez que na arte contemporânea as imagens de tritões são raros e sereias são proeminentes, eles são, em parte, chamados de "fadas", pois não se sabe como eles chegaram a ser. Vernallis acreditou que o mistério e a indefinição dos tritões no vídeo desempenhou um papel crucial. Eles nunca abordam a câmera diretamente e muitas vezes são mostrados desaparecendo de vista. Vernallis acreditou que desde que a invisibilidade é um tema central na comunidade homossexual, isso realmente retratou a opressão e também o desejo de assistir, mas nunca de ser visto.

## Apresentações ao vivo e regravações

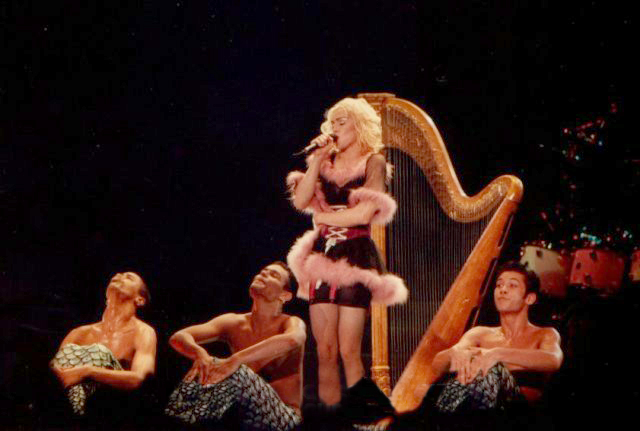
Madona apresentando "Cherish" durante a turnê Blond Ambition (1990).

Madonna apresentou "Cherish" ao vivo apenas na turnê Blond Ambition (1990). No palco, a performance refletiu uma das sequências do vídeo musical da faixa, com o aparecimento de três dançarinos de Madonna, vestidos de tritões. A autora Carol Clerk observou em seu livro Madonnastyle que a roupa usada pela cantora durante esta sequência foi a mais simples e o traje mais suave do show. O figurino consistia em um minivestido preto cortado e costurado com uma cegonha de pelúcia do oeste africano, chamada de marabu. Madonna girava em torno de seus dançarinos, enquanto brincava com uma harpa. Durante o refrão, os dançarinos levantaram suas caudas de peixe-protéticos e se juntavam uns aos outros. O escritor Georges-Claude Guilbert sentiu que a apresentação sexualizou homens, já que eles são relegados para objetos de adoração, como os três bailarinos vestidos de tritões. Esta opinião foi compartilhada por Mark Bego, autor de Madonna: Blonde Ambition, que comentou que "Madonna e suas garotas entram em um modo muito feminino, mas dão a sensação de que estão no comando, seja brincando com os tritões, ou provocando-os". Duas performances diferentes foram gravadas e lançadas nos vídeos Blond Ambition - Japan Tour 90, gravado em Yokohama, Japão, em 27 de abril de 1990, e Live! - Blond Ambition World Tour 90, gravado em Nice, França, em 5 de agosto de 1990.
O falecido cantor brasileiro Renato Russo incluiu uma regravação acústica da canção em seu álbum de The Stonewall Celebration Concert (1994). Sua versão foi apreciada por Alvaro Neder, do portal Allmusic. O grupo de worldbeat Loop Guru incluiu uma regravação da faixa no álbum de compilação Virgin Voices: A Tribute To Madonna: Vol. 2, lançado no ano de 2000. Uma regravação da música foi feita no estilo de rock alternativo feito por The Prayers foi incluído no álbum de compilação Through the Wilderness, de 2007.

## Faixas e formatos
| 7" single estadunidense e canadense / cassete single estadunidense |                                 |         |  |
| N.º                                                                | Título                          | Duração |  |
| 1.                                                                 | "Cherish" (versão do 7" single) | 4:03    |  |
| 2.                                                                 | "Supernatural"                  | 5:12    |  |

| 7" single promocional estadunidense e canadense |                             |         |  |
| N.º                                             | Título                      | Duração |  |
| 1.                                              | "Cherish" (versão com fade) | 4:03    |  |
| 2.                                              | "Cherish"                   | 5:03    |  |
| 3.                                              | "Supernatural"              | 5:12    |  |

| 7" single britânico |                |         |  |
| N.º                 | Título         | Duração |  |
| 1.                  | "Cherish"      | 5:03    |  |
| 2.                  | "Supernatural" | 5:12    |  |

| 12" single britânico |                                 |         |  |
| N.º                  | Título                          | Duração |  |
| 1.                   | "Cherish" (versão estendida)    | 6:18    |  |
| 2.                   | "Cherish" (versão do 7" single) | 4:03    |  |
| 3.                   | "Supernatural"                  | 5:12    |  |

## Créditos
Lista-se abaixo os profissionais envolvidos na elaboração de "Cherish", de acordo com o encarte do álbum Like a Prayer:
| - Madonna: composição, produção - Patrick Leonard: composição, produção, remixagem, arranjos - James Guthrie: mixagem | - Herb Ritts: fotografia da arte da capa - Jeri Heiden: caligrafia, design da arte de capa |

## Desempenho comercial
Nos Estados Unidos, "Cherish" debutou na 37ª posição na Billboard Hot 100. Na semana seguinte, subiu nove posições, atingindo a 28ª colocação, sendo a canção com maior reprodução nas rádios naquela semana. Após três edições, "Cherish" entrou entre os cinco mais vendidos nos Estados Unidos, com prognosticadores da indústria musical fazendo teorias de que "Cherish" seria o nono single de Madonna a liderar a lista. No entanto, a faixa começou a enfrentar uma certa concorrência com "Miss You Much", de Janet Jackson, que entrou nas cinco melhores posições na mesma edição. A mídia popular começou a criar uma certa rivalidade entre as cantoras e seus respectivos singles. A canção finalmente chegou à vice-liderança na edição de 7 de outubro de 1989, sendo barrada do topo por "Miss You Much". Entretanto, "Cherish" tornou o décimo sexto single consecutivo da cantora a classificar entre os cinco primeiros — uma sequência iniciada por "Lucky Star" em 1984 —, um recorde até então nunca atingido. Esteve presente na compilação durante 15 semanas. Em periódicos genéricos da Billboard, "Cherish" foi a terceira canção de Madonna a atingir a primeira posição na Hot Adult Contemporary Tracks. Isto ajudou Madonna a ganhar o troféu de Top Adult Contemporary Artist durante os Billboard Music Awards naquele ano. No final do ano, "Cherish" foi a 59ª canção mais vendida nos Estados Unidos, enquanto foi a trigésima primeira mais bem sucedida na Hot Adult Contemporary Tracks. No Canadá, "Cherish" estreou na octogésima posição da edição de 14 de agosto de 1989 da RPM. Atingiu a liderança do periódico em sua nona semana de permanência, onde ficou por duas edições. Esteve presente na tabela durante 17 semanas e foi o nono single mais vendido no Canadá em naquele ano.
No Reino Unido, "Cherish" debutou na décima sexta colocação da UK Singles Chart durante a edição de 16 de setembro de 1989. Na semana seguinte, atingiu a terceira posição como melhor, tornando-se o 21º single de Madonna a classificar-se entre os dez mais vendidos na nação. De acordo com a The Official Charts Company, foram avaliadas vendas de 200 mil cópias da canção no Reino Unido. Na Austrália, "Cherish" estreou na décima sétima posição dos ARIA Chart na semana de 17 de setembro de 1989 e atingiu um pico de número quatro, permanecendo na tabela por 16 semanas.
| Tabela musical (1989)               | Melhor posição |
| ----------------------------------- | -------------- |
| Alemanha (GfK Entertainment Charts) | 16             |
| Austrália (ARIA Charts)             | 4              |
| Áustria (Ö3 Austria Top 40)         | 16             |
| Bélgica (Ultratop de Flandres)      | 3              |
| Canadá (RPM Single Chart)           | 1              |
| Espanha (PROMUSICAE)                | 10             |
| Estados Unidos (Billboard Hot 100)  | 2              |
| Estados Unidos (Adult Contemporary) | 1              |
| Europa (European Hot 100 Singles)   | 3              |
| França (SNEP)                       | 21             |
| Irlanda (IRMA)                      | 2              |
| Itália (FIMI)                       | 3              |
| Noruega (VG-lista)                  | 10             |
| Nova Zelândia (Recorded Music NZ)   | 5              |
| Países Baixos (Dutch Top 40)        | 15             |
| Países Baixos (Single Top 100)      | 7              |
| Reino Unido (UK Singles Chart)      | 3              |
| Suécia (Schweizer Hitparade)        | 10             |

| Tabela musical (1989)               | Posição |
| ----------------------------------- | ------- |
| Austrália (ARIA Charts)             | 47      |
| Canadá (RPM)                        | 9       |
| Estados Unidos (Billboard Hot 100)  | 59      |
| Estados Unidos (Adult Contemporary) | 31      |
| Europa (Hot 100 Singles)            | 54      |
| Itália (FIMI)                       | 15      |

| Região                                         | Certificação | Vendas  |
| ---------------------------------------------- | ------------ | ------- |
| Austrália (ARIA)                               | Ouro         | 35,000^ |
| ^distribuições baseadas apenas na certificação |              |         |

### Precessão e sucessão
| Gráficos de sucessão                                      | Gráficos de sucessão                                                                            | Gráficos de sucessão                                 |
| --------------------------------------------------------- | ----------------------------------------------------------------------------------------------- | ---------------------------------------------------- |
| Precedido por "Girl I'm Gonna Miss You" por Milli Vanilli | Singles número um na RPM 9 de outubro de 1989 – 16 de outubro de 1989                           | Sucedido por "Mixed Emotions" por The Rolling Stones |
| Precedido por "If I Could Turn Back Time" por Cher"       | Canções número um na Hot Adult Contemporary Tracks 7 de outubro de 1989 – 14 de outubro de 1989 | Sucedido por "Healing Hands" por Elton John          |